# Buck Jones
Buck Jones, född 12 december 1890, död 30 november 1942, var ursprungligen en skådespelare, i många västernfilmer. Seriehjälten Buck Jones hade en egen serietidning i USA 1950–1957. I Sverige gavs 10 nummer ut av Pingvinförlaget 1960–1961.
En annan serieversion av Buck Jones, där han är sheriff i staden Alkali City, har i Sverige publicerats i Cowboy och Texas.
Ytterligare en version, där han gick under namnet "Buck John", fanns i tidningen Västerns hjältar i början av 1960-talet.